# Tamag (Tengrismus)
Tamag (auch genannt Tamağ, Tamuk, Tam oder Tamu) ist die Hölle der türkischen und mongolischen Mythologie  des Tengrismus. In der Mongolische Sprache bezeichnet man sie als ( ᠲᠠᠮᠤ, Tamu)  . Es gibt verschiedene Beschreibungen der Unterwelt, die meisten führen diese als heiß und feurig aus. Demnach würden dort die Verbrecher bestraft, bevor sie in das dritte Stockwerk des Himmels gebracht würden. Der Herr der tengristischen Unterwelt wird Erlik genannt. Des Weiteren glauben die Chakassen, dass die Unterwelt zusätzlich von einem Wesen namens Tami Han bewacht werde. Es gibt noch die himmlische Welt, die Uçmag  genannt wird.

## Wortherkunft
Das Wort leitet sich von der Wurzel Dam/Tam ab. Es bedeutet geschlossener Ort. Es wird vermutet, dass es mit dem sanskritischen Wort Tamas (dunkel) verwandt ist. Es könnte auch mit dem mongolische und tungusische Wort tama verwandt sein, was Versammlung bedeutet.